# خاطره اسدی
خاطره اسدی (زاده ۷ مهر ۱۳۶۲، تهران) بازیگر سینما و تلویزیون و تئاتر اهل ایران است. 

## زندگی
وی فارغ‌التحصیل رشته بازیگری از دانشگاه هنر و معماری دانشگاه آزاد است. او فعالیت سینمایی خود را از سال ۱۳۸۳ با بازی در فیلم دیشب باباتو دیدم آیدا شروع کرد. اولین حضور تلویزیونی‌اش را در مجموعه تلویزیونی «سقوط یک فرشته» به کارگردانی بهرام بهرامیان و در کنار مسعود رایگان و فریبا کوثری تجربه کرد. پس از آن علاوه بر سینما و تلویزیون، با نمایش‌های حسین کیانی به روی صحنه تئاتر آمد.

## آثار

### فیلم سینمایی
| سال  | فیلم                         | کارگردان                     |
| ---- | ---------------------------- | ---------------------------- |
| ۱۳۸۳ | دیشب باباتو دیدم آیدا        | رسول صدر عاملی               |
| ۱۳۸۴ | تقاطع                        | ابوالحسن داودی               |
| ۱۳۸۵ | ستایش                        | محمدرضا رحمانی               |
| ۱۳۸۷ | شیرین                        | عباس کیارستمی                |
| ۱۳۸۷ | شبانه‌روز                     | امید بنکدار و کیوان علی‌محمدی |
| ۱۳۸۸ | هفت دقیقه تا پاییز           | علیرضا امینی                 |
| ۱۳۸۹ | برف روی شیروانی داغ          | محمدهادی کریمی               |
| ۱۳۸۹ | آخرین سرقت                   | پدرام علی‌زاده                |
| ۱۳۹۰ | ۵۷۸ روز انتظار               | احمد عبداللهیان              |
| ۱۳۹۱ | بشارت به یک شهروند هزاره سوم | محمدهادی کریمی               |
| ۱۳۹۱ | سربه‌مهر                      | هادی مقدم دوست               |
| ۱۳۹۴ | خشکسالی و دروغ               | پدرام علیزاده                |
| ۱۳۹۴ | نقطه کور                     | مهدی گلستانه                 |
| ۱۳۹۷ | عطر داغ                      | علی ابراهیمی                 |
| ۱۳۹۸ | اتاق جادویی                  | شهاب عباسی                   |

### سریال
| سال  | نام سریال     | کارگردان       |  |
| ---- | ------------- | -------------- |  |
| ۱۳۸۱ | مهر خاموش     | سیروس مقدم     |  |
| ۱۳۸۱ | نوعروس        | بیژن میرباقری  |  |
| ۱۳۸۹ | بی قرار       | بهمن گودرزی    |  |
| ۱۳۹۰ | سقوط یک فرشته | بهرام بهرامیان |  |

### نمایشِ خانگی
| سال  | نام سریال              | کارگردان     |
| ---- | ---------------------- | ------------ |
| ۱۳۸۷ | دلواپسی (فیلم سینمایی) | بهمن گودرزی  |
| ۱۳۹۷ | ممنوعه                 | امیر پورکیان |
| ۱۴۰۰ | مردم معمولی            | رامبد جوان   |

### تئاتر
| سال  | نام تئاتر       | کارگردان   | توضیحات |
| ---- | --------------- | ---------- | --- |
| ۱۳۹۵ | همسایه آقا      | حسین کیانی | هم بازی با شهرام حقیقت‌دوست و رؤیا میرعلمی و فریده سپاه‌منصور و حبیب دهقان‌نسب و مهدی پاکدل و امیررضا دلاوری و حمید حسینی و علیرضا آرا |
| ۱۳۹۵ | سعدی تابستان ۳۲ | حسین کیانی | هم بازی با شهرام حقیقت‌دوست و رؤیا میرعلمی و حبیب دهقان‌نسب و مهدی پاکدل و امیررضا دلاوری و حمید حسینی و علیرضا آرا و اشکان دلاوری    |

## جایزه‌ها و افتخارات
| سال  | جایزه                                                  | فیلم                  | وضعیت    | منبع  |
| ---- | ------------------------------------------------------ | --------------------- | -------- | ----- |
| ١٣٩٨ | بهترین بازیگر زن درام تلویزیونی در نوزدهمین جشن حافظ   | ممنوعه                | نامزدشده |       |
| ۱۳۸۳ | سیمرغ بلورین بهترین بازیگر نقش دوم زن جشنواره فیلم فجر | دیشب باباتو دیدم آیدا | نامزدشده | [ ۱ ] |